# Padrenda
Padrenda est une commune de la province d'Ourense en Espagne située dans la communauté autonome de Galice.